# Lerharugrundet
Lerharugrundet är en ö i Finland. Den ligger i Finska viken och i kommunen Raseborg i den ekonomiska regionen  Raseborg i landskapet Nyland, i den södra delen av landet. Ön ligger omkring 83 kilometer sydväst om Helsingfors.
Öns area är 0,5 hektar och dess största längd är 160 meter i sydöst-nordvästlig riktning.